# 戴维·鲍尔库姆
戴维·查爾斯·鲍尔库姆爵士，FRS（英語：Sir David Charles Baulcombe，1952年4月7日—），英国的植物科学家和遗传学家。目前，他是英国皇家学会研究教授和剑桥大学植物学教授。鲍尔库姆的研究兴趣和对科学的贡献主要是在病毒运动、基因调控、抗病性和基因沉默方面。他和Andrew Hamilton发现了小干扰RNA。